# Mennonietenkerk (Gdańsk)
De Mennonietenkerk (Pools: Kościół Menonitów) in Danzig stamt uit het jaar 1819. Zoals andere mennonitische kerken werd het als een eenvoudige preekkerk ontworpen. In de onmiddellijke omgeving van de kerk bevonden zich een mennonitische armenhuis, een kerkhof en een hospitaal. In 1884 werd er een pastorie toegevoegd. Na de verdrijving van de Duitse bevolking werd de kerk in 1953 in gebruik genomen door een Poolse pinkstergemeente.

## Geschiedenis
De eerste doopsgezinden kwamen waarschijnlijk reeds rond 1530 vanuit Nederland naar de Hanzestad. Al voor de reformatie bestonden er intensieve handelscontacten tussen Nederland en Danzig. De innige betrekkingen tussen de mennonieten van de Hanzestad met Amsterdam bleven tot ver in de 18e eeuw voortduren. Onder de eerste prekers van de gemeente bevond zich de uit Leeuwarden stammende theoloog en medeoprichter van de mennonieten Dirk Philips. Rond 1750 werd het Duits als kerktaal ingevoerd.
Omstreeks 1569 vormde zich in Danzig eveneens een Vlaamse gemeente, gevolgd door de vorming van een kleinere Friese gemeente in 1600. De Friese gemeente bouwde in het jaar 1638 de eerste kerk. De Vlaamse gemeente volgde tien jaar later. Beide kerken bevonden zich nog buiten de stadsmuren. In 1800 kregen de mennonieten in Danzig voor het eerst burgerrechten. Na de afbraak van de kerk van de Friese gemeente onder Napoleon fuseerden de Friese en Vlaamse gemeenten en werd er in 1819 ten slotte een nieuwe kerk aan de Mennonitenstraße gebouwd.
Met ruim 1000 leden in 1940 was de gemeente in Danzig een van de grootste Mennonitische gemeenten in het Oost-Duitse gebied. Na de Tweede Wereldoorlog werden delen van de bibliotheek geplunderd, andere delen werden met behulp van Amerikaanse mennonieten naar Noord-Amerika vervoerd. De vroege kerkboeken van de gemeente worden tegenwoordig bewaard door de Mennonitischer Geschichtsverein in Bolanden. Na de verdrijving emigreerden veel mennonieten naar Canada.     